# Blizna
Blizna ist ein Dorf mit 250 Einwohnern im südöstlichen Polen. Es gehört der Landgemeinde (gmina wiejska) Ostrów im Powiat Ropczycko-Sędziszowski, Woiwodschaft Karpatenvorland an. In der Nähe von Blizna befand sich der SS-Truppenübungsplatz Heidelager.
Zu diesem Truppenübungsplatz wurde nach der Bombardierung der Heeresversuchsanstalt Peenemünde durch die britische Operation Hydra die Lehr- und Versuchsbatterie 444 im Oktober 1943 verlegt, um die Versuchsstarts unter feldmäßigen Bedingungen mit dem Aggregat 4 (A4) – später auch als Vergeltungswaffe V2 bezeichnet – fortzuführen. Dort wurden auch die Bedienmannschaften für die feldmäßigen Starts an der Westfront ausgebildet. Einen Blindgänger dieser Versuchs- und Lehrstarts fanden polnische Partisanen der Polnischen Heimatarmee AK in den Wäldern bei Blizna. Die polnischen Partisanen hatten bereits vorher die Starts beobachtet und fotografiert sowie nach London gemeldet. Am 25. und 26. Juli 1944 startete die Aktion „Operation III Most (Wildhorn III)“. Auf abenteuerlichen Wegen konnten die wesentlichen Teile des A4 per Flugzeug mit einer C 47 Dakota über Italien nach England transportiert werden, wo sie untersucht und ausgewertet wurden. Erstmals gelangten so Teile des A4 in die Hand der Alliierten.
Am Fundort wurde nach 1990 ein Denkmal für die Aktion der Partisanen errichtet.